# Vysota
Vysota (russisk: Высота) er en sovjetisk spillefilm fra 1957 af Aleksandr Sarkhi.

## Medvirkende
- Nikolaj Rybnikov som Nikolaj Pasetjnik
- Inna Makarova som Katja Petrasjen
- Gennadij Karnovitj-Valois som Konstantin Maximovitj Tokmakov
- Vasilij Makarov som Igor Rodionovitj Derjabin
- Marina Strizjenova som Masja